# 美国死刑制度

無死刑:
废除死刑(28)
有死刑:
法律上保留死刑，但已正式暂停执行 (8)
法律上保留死刑, 不過截至2021年已有10年未執行 (9)
法律上保留死刑, 但已非正式暂停执行 (1)
截至2025年，最近有執行死刑 (10)

美国目前有31个州、美屬薩摩亞和联邦政府、军队有死刑，其余的州、海外领地（關島，北马里亚纳群岛，波多黎各，美屬維爾京群島）和首都华盛顿哥伦比亚特区以及无常住人口的美国本土外小岛屿没有死刑。在这些没有死刑的地区，绝大多数的最高刑罚是“终身监禁、不得假释”。另外，美国对于死刑是分开审理的（各州規定不一）——也就是说，如果控方希望被告被判死刑，必须事先提出，且只能在死刑与非死刑之间抉择（不能审理过程中改判有期徒刑）。再加上，在美国罪犯有权利选择陪审团制度，而陪审团制度又要求100％通过，因此流审率极高：除了罪行极为严重的罪犯（比如连環杀手、恐怖分子）以外，難以判處死刑。就算能够判處死刑，又因为美国的审判周期极长，一般拖延至十几年乃至数十年才被执行死刑都是正常範疇；而且州和聯邦兩方的上訴程序每多曠日持久、且費用不菲，以致超過執行終身監禁的成本兩三倍。美国与日本、新加坡是三個有死刑的发达国家之一，也是唯一一個定期執行死刑的西方國家。美国还是发明電椅、毒气室、注射死刑及惰性气体窒息等处决手段的國家。

## 历史

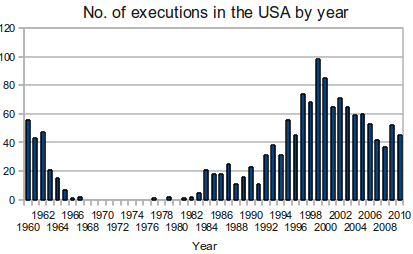
自1960年起美國死刑的執行人數

美國自1967年起一度暂停了死刑。1972年，美国最高法院就几宗死刑案件做出裁决说，当时的判决程序过于武断，构成“残酷和不寻常的惩罚”，从而违反宪法。不過在保守派的壓力和居高不下的謀殺率之下，美国在多个州修改相关法律后于1976年恢復死刑。此外，美国有部分州已經廢除死刑或者置而不用，它們大多數位于東北部及五大湖地區以及美国本土以外的美国领土，如密歇根州在19世紀40年代廢除。
2009年3月，新墨西哥州废除死刑，最高刑罚为终身监禁。2011年1月11日、伊利諾州議會表決通過廢除死刑，終結長達10年的死刑存廢爭議。2018年10月11日，华盛顿州最高法院以死刑违反华盛顿州宪法之第一条第14节为由宣布死刑在华盛顿州违反州宪法。这是死刑在华盛顿州历史上第三次被宣布违反州宪法。弗吉尼亚州則在2021年2月成为首個廢除死刑的南方州。
自1988年美国联邦政府恢复死刑以来，至2020年前只有三次联邦处决。2020年6月15日，美國司法部长威廉·巴爾宣布联邦政府将恢复执行死刑，并下令联邦监狱局负责执行。4名涉嫌多起谋杀，包括杀害、强奸儿童的罪犯将分别于7月、8月被处以极刑。2020年7月14日，丹尼尔·路易斯·李被執行死刑，這是美國時隔17年再度在联邦司法系统執行死刑。截至2020年12月11日，聯邦政府在2020年共處決10名死刑犯。
2025年1月20日，美国总统唐纳德·特朗普签署行政命令，“恢复死刑，保护公众安全”。

### 已废除死刑的州
目前哥伦比亚特区（1981年）、波多黎各（1929年）及以下23个州已废除死刑：
| 州（中文）   | 州（英文）    | 废除死刑年份 | 注释 | 来源   |
| ------------ | ------------- | ------------ | ---- | ------ |
| 阿拉斯加州   | Alaska        | 1957         |      |        |
| 康涅狄格州   | Connecticut   | 2012         |      | [ 13 ] |
| 夏威夷州     | Hawaii        | 1957         |      |        |
| 伊利诺伊州   | Illinois      | 2011         |      | [ 14 ] |
| 爱荷华州     | Iowa          | 1965         |      |        |
| 缅因州       | Maine         | 1887         |      |        |
| 马里兰州     | Maryland      | 2013         |      | [ 15 ] |
| 麻萨诸塞州   | Massachusetts | 1984         |      |        |
| 密西根州     | Michigan      | 1847(1963)   |      |        |
| 明尼苏达州   | Minnesota     | 1911         |      |        |
| 德拉瓦州     | Delaware      | 2016         |      |        |
| 新泽西州     | New Jersey    | 2007         |      | [ 16 ] |
| 新墨西哥州   | New Mexico    | 2009         |      | [ 17 ] |
| 纽约州       | New York      | 2007         |      |        |
| 北达科他州   | North Dakota  | 1973         |      |        |
| 罗德岛州     | Rhode Island  | 1984         |      |        |
| 華盛頓州     | Washington    | 2018         |      | [ 18 ] |
| 佛蒙特州     | Vermont       | 1964         |      |        |
| 西维吉尼亚州 | West Virginia | 1965         |      |        |
| 威斯康辛州   | Wisconsin     | 1853         |      |        |
| 新罕布什爾州 | New Hampshire | 2019         |      | [ 19 ] |
| 科羅拉多州   | Colorado      | 2020         |      | [ 20 ] |
| 維吉尼亞州   | Virginia      | 2021         |      | [ 21 ] |

## 法律规定

### 可被判死刑的罪名
目前，各州和联邦的死刑犯，都有極為惡劣的谋杀罪行。
典型的死罪包括在从事偷渡人口、绑架、抢劫银行、强奸或猥亵儿童等重大犯罪活动时蓄意杀人。联邦法律中可判死刑的罪行还包括使用大规模杀伤性武器、劫持交通工具或从事恐怖活动而导致人员丧生、出于报复而蓄意杀害执法人员及直系亲属、蓄意杀害政府领导人，等等。
美国陆军少校、军队精神病医生尼达尔·马立克·哈桑因据称2009年11月5日在德克萨斯胡德堡陆军基地开枪打死13人而受到13项预谋杀人罪的指控，他在军事法庭接受审判，2013年8月28日被判处死刑。
在美国军法系统中，临阵脱逃、哗变和通敌都可以被处死。个别州和美国联邦法律还规定“叛国罪”可判死刑。“间谍罪”在联邦法律系统中也可判处死刑，自1953年羅森堡夫婦遭處決之後，沒有人在沒有命案的情況下因這類罪名被判死刑。

### 死刑规定的重大修订
美国有关死刑的法律在1970年代中期得到重大修订。1972年，美国最高法院就几宗死刑案件做出裁决说，当时的判决程序过于武断，构成“残酷和不寻常的惩罚”，从而违反宪法。这项裁决使美国一度处于废除死刑的边缘。
三十多个州随后修改了有关死刑的法律。一些州规定，对可能被判死刑的被告的审判分成两个阶段进行，首先由陪审团裁决其是否有罪，如果罪名成立，接下来再进入量刑阶段，在考虑可能加重或减缓犯罪情节的各种因素之后，最后裁决是否宣判死刑。这种分两步的程序得到了美国最高法院的维持。美国最高法院在1976年裁决说，死刑本身并不违反宪法，但是审判程序必须有严格的标准。在这以后，死刑在美国重新恢复。

### 上诉程序
死刑是极刑，必须慎重处理，被判死刑的人有多重上诉程序。即使是在州法律系统内被判死刑，死刑犯在州内上诉失败后，还可以依据美国宪法中的“人身保护权” （Habeas Corpus）上诉到联邦法院。死刑上诉往往会一路打到美国最高法院。另外，死刑犯还可以呼吁总统或州长行政干预，宣布暂停执行、减刑或特赦等等。
这些复杂申诉的程序往往旷日持久。冷枪杀手约翰·穆罕默德2002年作案并被捕，2003年被定罪，2004年被判死刑，到了2009年才被处决。杰克·奥尔德曼1975年因杀害妻子而被乔治亚州判处死刑，在2008年被处决，他在死囚牢房里生活的时间超过了33年。

## 执行死刑的方式
美国执行死刑的方式分别为绞刑、枪决、電椅、毒气室、注射死刑及惰性气体窒息。其中電椅、毒气室、注射死刑及惰性气体窒息用作死刑执行手段系美国开创。
在目前，联邦司法体系规定一般应使用注射方式。如冷枪杀手约翰·穆罕默德就是躺在行刑床上，被注射了三种混合药剂处死的。一种药剂使人睡眠，一种使肌肉鬆弛，一种停止心跳。军法体系则将注射方式定为唯一可用手段。但部分州仍保留了电椅、毒气、绞刑、枪决和惰性气体窒息，供死刑犯自己选择。
斩首在20世纪以前的犹他州也曾經是合法的死刑执行方式之一，尽管从未使用过。
2010年6月，49岁的杀人犯罗尼·李·加德纳按照他自己的选择，在犹他州被枪决处死。行刑官员将加德纳绑在椅子上后，用面罩蒙上他的头，并在他的胸前放置了一个靶标。接着，五名志愿射击手用0.30口径的步枪向他瞄准射击。其中一颗子弹是空包弹，这样可以让每个行刑手都感觉自己射出的可能不是致命一击。加德纳成为1976年美国恢复死刑以来第三名被枪决的犯人，也是1996年后第一名枪决犯。
美国的死刑在公众视线之外执行。美国最后一次“公开处决”是在1936年。当时，雷尼·贝西亚因奸杀一名70岁妇女在肯塔基州被当众绞死，有至少两万民众围观。由于现场的异常混乱，此后美国再也没有公开处决犯人。不过，行刑时会有“見證者”在场，包括被害人家属。2001年，奥克拉荷马爆炸案凶手蒂莫西·麦克维被处死的时候，有200多名幸存者和死难者家属通过闭路电视远程目击了经过。

## 社会评价及争议
死刑在美国是一个引起争议的问题。每次处决杀人犯时都会有反对死刑的人权和宗教人士出来抗议。反对死刑制度的欧洲联盟以及一些国际人权组织也批评美国联邦政府和三十几个州至今仍然保留死刑。
反对死刑者从道德、社会公平、错杀概率和法律成本等多方面角度批评美国的死刑制度，并且指出死刑其实并没有起到威慑犯罪的作用。不过，根据盖洛普民意测验，超过60%的美国人支持把犯有谋杀罪的人判处死刑。
美國民眾對死刑的反對在1966年升到最高峰，當時美國有47%的民眾反對死刑，比支持死刑的（當時是32%）還多，而11%的人對此则「沒有意見」。但在1970和1980年代，美國民眾支持死刑的比例有所上升。對死刑的支持在1994年達到高峰，在当年所做的蓋洛普民意調查中有80%的人支持死刑。此后，反對死刑運動再次強化，在2011年的一次蓋洛普民意調查中，有35%的美國民眾反對死刑；2023年的盖洛普电话民意调查则显示支持死刑的民众比例为53%。
在2012年加州死刑公投的結果，53%的民眾反對一項會導致死刑廢除的提案(Proposition 34)，而47%的則支持該提案。
皮尤研究中心的民意调查显示，2020年，在一项在线调查中，65% 的人支持死刑；而在电话访谈中，这一比例为52%。2021年，益普索在55个国家（地区）进行的一项关于死刑的跨国在线调查显示，67%的美国人支持死刑。这一比例高于任何欧盟国家，但低于日本和韩国。

## 外部連結
- 听众信箱：简谈美国死刑制度 美国之音